# 1927 год в театре
1927 год в театре

## Яркие постановки
- Балет «Красный мак» композитора Р. М. Глиэра — «первый советский балет», премьера в Большом театре 14 июня 1927 года
- Балет «Ледяная дева» на музыку Эдварда Грига в обработке Б. Асафьева и А.
Гаука поставлен Фёдором Лопуховым в Ленинградском театре оперы и балета.
- Одноактный балет «Стальной скок» (фр. Le pas d’acier) на музыку Сергея Сергеевича Прокофьева по либретто Г. Б. Якулова и самого композитора. Первое представление состоялось 7 июня в Париже, «Русский балет Дягилева», в исполнении Леонида Мясина, Любови Чернышёвой, Александры Даниловой и Сержа Лифаря.
- «Мимолётности» — балет в одном действии Касьяна Голейзовского на музыку Сергея Прокофьева, в исполнении артистов Большого театра.

## Знаменательные события
- В Перми основан Театр Рабочей Молодёжи (ТРАМ), позднее — Пермский академический театр драмы.

## Персоналии

### Родились
- 2 января — Юрий Николаевич Григорович, артист балета, балетмейстер и хореограф, педагог; народный артист СССР, Герой Социалистического Труда, лауреат Ленинской и двух Госпремий СССР.
- 19 января — Хенрик Юрковский, польский режиссёр, историк, теоретик театра кукол, педагог, драматург, театральный критик.
- 29 мая — Игорь Дмитриев, советский и российский актёр театра и кино, народный артист СССР.
- 7 июня — Мария Кралёвичова, словацкая и чехословацкая актриса театра, кино и телевидения. Народная артистка ЧССР.
- 26 июня — Владимир Мотыль, советский и российский режиссёр театра и кино, сценарист, народный артист России (2003).
- 9 августа — Роза Трофимовна Балашова, советская и российская актриса театра и кино, народная артистка России.
- 22 августа — Ирина Константиновна Скобцева, советская и российская актриса театра и кино, народная артистка РСФСР.
- 30 сентября — Юрий Иванович Каюров, советский и российский актёр театра и кино, народный артист РСФСР.
- 1 октября — Олег Ефремов, российский актёр, режиссёр, народный артист СССР.
- 20 октября — Игорь Олегович Горбачёв, актёр театра и кино, режиссёр, народный артист СССР, Герой Социалистического Труда.
- 20 ноября — Михаил Ульянов, советский и российский актёр театра и кино, художественный руководитель Государственного академического театра имени Евгения Вахтангова, народный артист СССР, Герой Социалистического Труда.
- 21 ноября — Тамара Носова, советская и российская актриса театра и кино, народная артистка РФ.
- 12 декабря — Василий Иванович Векшин, советский и российский актёр театра и кино.
- 13 декабря — Леонид Васильевич Марков, советский и российский актёр театра и кино, народный артист СССР.
- 26 декабря — Огненка Миличевич, сербский и югославский театральный деятель.

### Скончались
- 14 сентября — Айседора Дункан, американская балерина, одна из основоположниц танца модерн.